# Michael C. Busch
Michael C. Busch (* 4. Januar 1957 in Coburg) ist ein deutscher Politiker (parteilos, zuvor bis 2022 SPD). Er war von 2008 bis 2018 Landrat des Landkreises Coburg und von 2018 bis 2023 Abgeordneter des Bayerischen Landtages.

## Leben
Michael C. Busch wuchs gemeinsam mit seinen drei Geschwistern Gottfried, Peter und Eva in Ebersdorf bei Coburg auf. Sein Vater Helmut Busch war Polsterer und Dekorateur. Seine Mutter Magda Busch (geb. Mlynek) war als Kauffrau tätig. Nach dem Besuch des Gymnasiums Albertinum in Coburg war er Soldat auf Zeit bei der Heeresfliegerversorgungsstaffel 265 Roth b. Nürnberg (Stabsunteroffizier) und beim Sanitätslehrbataillon 851 München. Er absolvierte zudem eine Berufsausbildung zum staatlich anerkannten Krankenpfleger und zum Bürokaufmann. Anschließend arbeitete er als Geschäftsführer des Kreisjugendrings Coburg. Diese Tätigkeit legte er 2008 nach seiner Wahl zum Landrat des Landkreises Coburg nieder.
In den Jahren 1984 bis 1988 war Busch Schöffe am Amtsgericht Coburg und von 1988 bis 1992  am Landgericht Coburg.
Seit 2015 ist Busch Träger des Frankenwürfels.
Michael C. Busch war von 1977 bis 2020 in erster Ehe verheiratet und hat aus dieser Ehe einen Sohn und eine Tochter. Mit seiner zweiten Ehefrau lebt er in Coburg.

## Politik
Michael C. Busch war von 1979 bis 2022 Mitglied der SPD. Ab 1984 war er Mitglied des Gemeinderats in seiner Heimatgemeinde Ebersdorf bei Coburg. Von 1990 bis 1996 war er Dritter Bürgermeister und von 1996 bis 2002 Zweiter Bürgermeister der Gemeinde. Er war seit 1990 Mitglied des Kreistages Coburg, der ihn für die Zeit von 1996 bis 2002 zu einem der weiteren Stellvertreter des Coburger Landrats wählte. Am 16. März 2008 setzte er sich in der Stichwahl zum Landrat gegen den damaligen Staatssekretär und CSU-Kandidaten Jürgen W. Heike durch. Im ersten Wahlgang konnten weder Busch noch Heike die absolute Mehrheit erreichen. Vom 1. Mai 2008 bis zum 6. November 2018 war er als Landrat tätig. 
Bei der Landtagswahl in Bayern 2018 zog er in den 18. Bayerischen Landtag ein und legte sein Amt als Landrat nieder. Busch war Mitglied des Landtags-Ausschusses für Wirtschaft, Landesentwicklung, Energie, Medien und Digitalisierung.
Im Mai 2022 gab Busch seinen Rückzug aus der Politik zum Herbst 2023 bekannt. Ende September 2022 trat er aus SPD-Landtagsfraktion aus und beendete zeitgleich seine Parteimitgliedschaft. In seiner Austrittserklärung sprach er allen Parteien in der vorherrschenden Krisenzeit den Willen zur Zusammenarbeit zum Wohl der Menschen im Land ab. Er blieb als parteiloser Abgeordneter im Landtag. Zur Landtagswahl 2023 trat er nicht erneut an.